# Minenwerfer
Le Minenwerfer (littéralement « lance-mines »), est une pièce d'artillerie de tranchée allemande, largement utilisée durant la Première Guerre mondiale. C'est le précurseur du mortier moderne et du lance-grenades. Il en existe plusieurs modèles correspondant notamment à des calibres de munition différents.
Le surnom de ces mortiers était, dans l'argot des Poilus français de l'époque : « torpille », « crapouillot », « tortue » ou simplement « Minen ».

## Descriptions

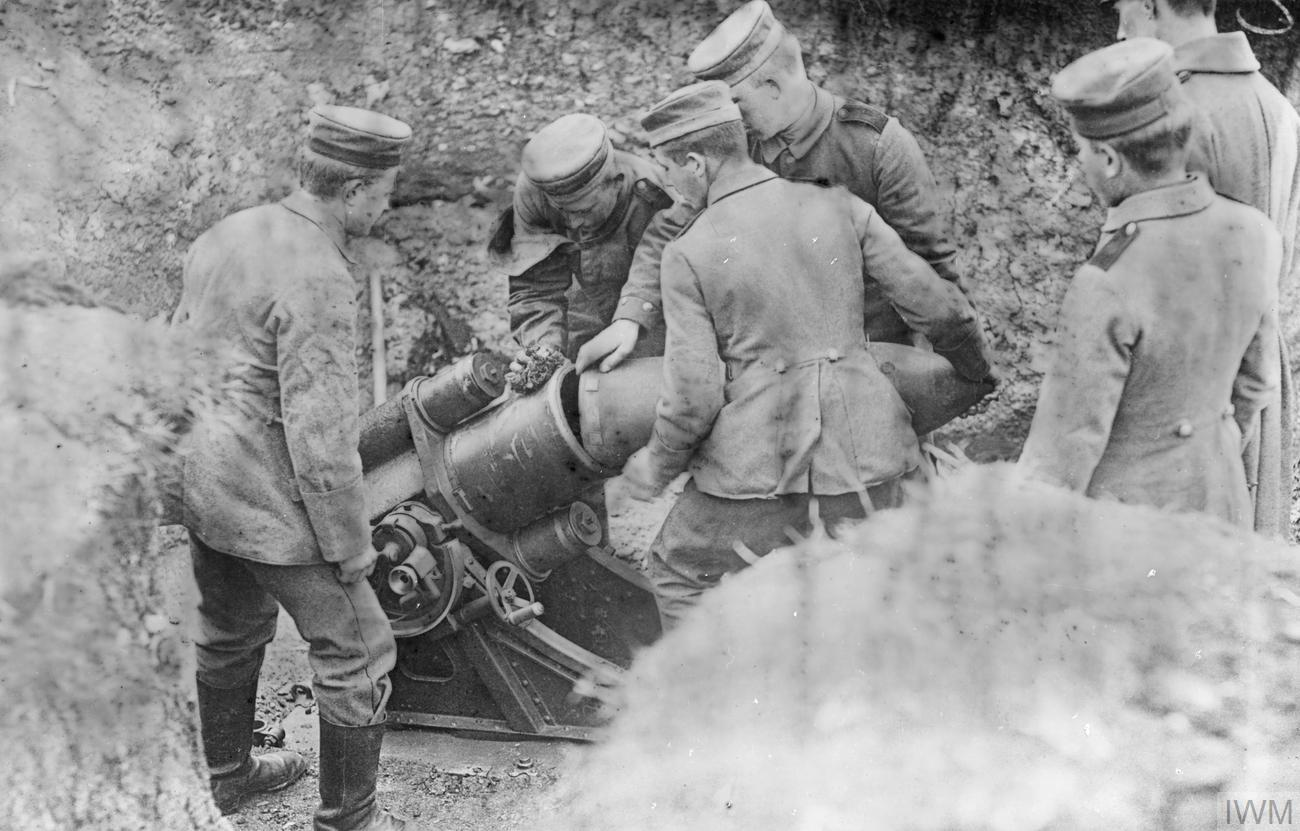
Soldats allemands chargeant un Minenwerfer de 25 cm dans une fosse de tir (Première Guerre mondiale).

Le Minenwerfer « léger »  de 7,58 cm.

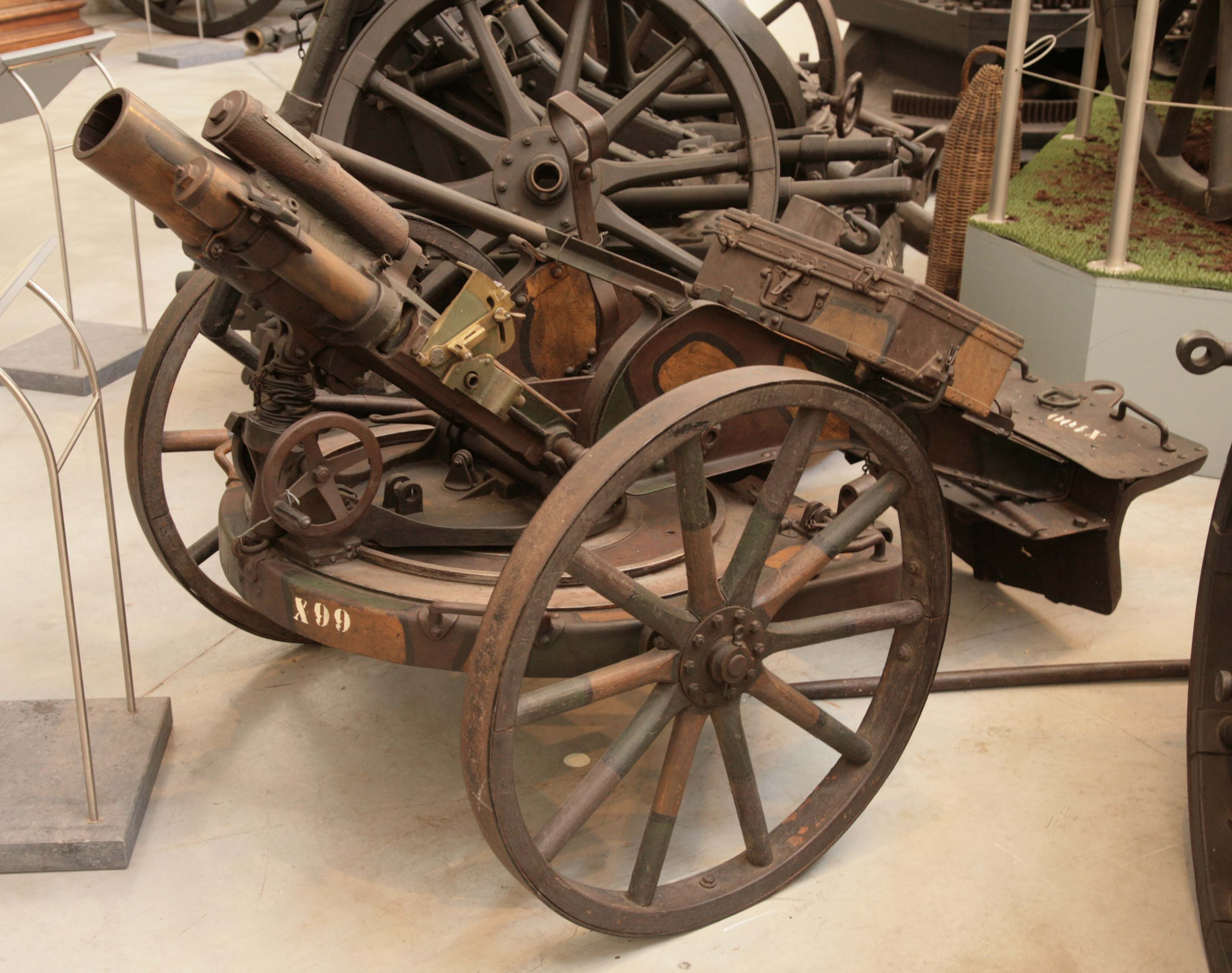
Un Minenwerfer de 76 mm allemand (Première Guerre mondiale).

Son poids d'environ 100 kg ne facilitait pas son transport par les fantassins pendant les opérations. Une équipe de six hommes pouvait maintenir une cadence de tir de 20 coups par minute, pendant une période limitée. Ce mortier de 76 millimètres tirait un projectile de 4,5 kg ; sa portée optimale était comprise entre 300 et 1 000 mètres.
Le Minenwerfer « intermédiaire » de 17 cm.
Cette pièce d'artillerie avait une hausse importante, souvent supérieure à 45 degrés au-dessus de l'horizontale. Le canon était court et rechargé par l'avant.
Le Minenwerfer « lourd » de 25 cm.